# Miyakejima
Miyake-jima hay Miyakejima (三宅島 (Tam Trạch đảo)) thường được gọi là Hòn Đảo Chết, bởi Miyake-jima là một đảo núi lửa không có người sinh sống, thuộc quần đảo Izu ở Biển Philippines, cách phía Đông Nam Honshū, Nhật Bản khoảng 180 kilômét (110 mi) về phía đông nam.  Cùng với các đảo khác trong quần đảo Izu, Miyake-jima là một phần của Vườn quốc gia Fuji-Hakone-Izu.

## Địa chất

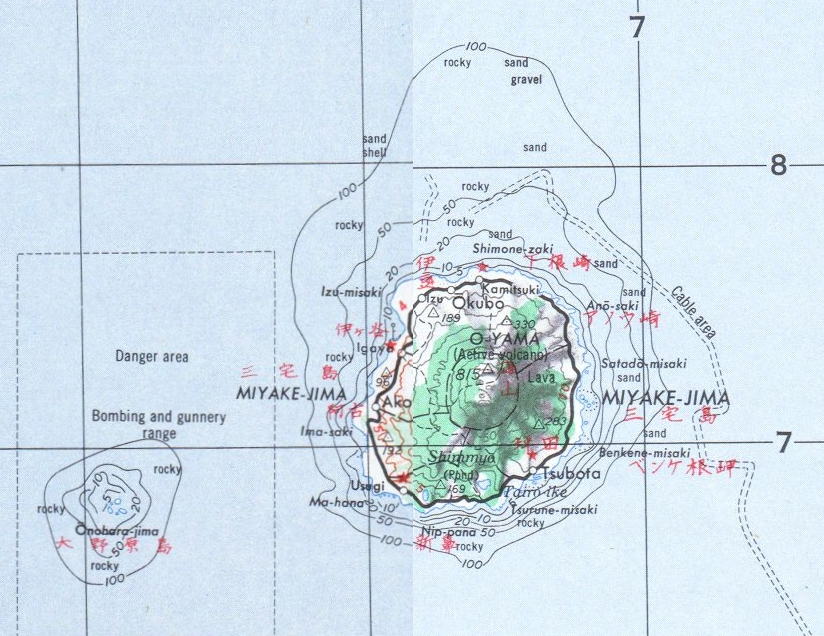
Bản đồ Miyake-jima,với quần đảo Ōnoharajima phía tây - tây nam

Hòn đảo này là một núi lửa dạng tầng có niên đại từ cuối thế Canh Tân, từ 10.000 đến 15.000 năm trước. Hòn đảo này có đường bờ biển hình tròn, dài 38,3 km, với đường kính trung bình là 8 km.
Ngọn núi cao nhất là Núi Oyama (雄山 Oyama-san), là một ngọn núi lửa đang hoạt động với độ cao là 775,1 mét. Ngọn núi Oyama đã được ghi nhận đã phun trào nhiều lần trong suốt lịch sử. Trong 500 năm qua, nó đã phun trào ra 13 lần, gồm 5 lần dưới thời kỳ Minh Trị. Một dòng dung nham đã chảy xuống vào năm 1940 đã khiến 11 người chết, và các vụ phun trào khác xảy ra vào năm 1962 và 1983. Khí thải núi lửa từ núi lửa này được đo bằng Hệ thống phân tích khí đa thành phần, phát hiện sự khử khí trước khi mắc ma phun trào, cải thiện khả năng dự đoán hoạt động của núi lửa.

## Khí hậu
Miyakejima có khí hậu cận nhiệt đới ẩm (theo Phân loại khí hậu Köppen) với mùa hè rất ấm áp và mùa đông ôn hòa. Lượng mưa dồi dào trong suốt cả năm, nhưng có phần thấp hơn vào mùa đông.
| Dữ liệu khí hậu của Miyake-jima         | Dữ liệu khí hậu của Miyake-jima | Dữ liệu khí hậu của Miyake-jima | Dữ liệu khí hậu của Miyake-jima | Dữ liệu khí hậu của Miyake-jima | Dữ liệu khí hậu của Miyake-jima | Dữ liệu khí hậu của Miyake-jima | Dữ liệu khí hậu của Miyake-jima | Dữ liệu khí hậu của Miyake-jima | Dữ liệu khí hậu của Miyake-jima | Dữ liệu khí hậu của Miyake-jima | Dữ liệu khí hậu của Miyake-jima | Dữ liệu khí hậu của Miyake-jima | Dữ liệu khí hậu của Miyake-jima |
| Tháng                                   | 1                               | 2                               | 3                               | 4                               | 5                               | 6                               | 7                               | 8                               | 9                               | 10                              | 11                              | 12                              | Năm                             |
| --------------------------------------- | ------------------------------- | ------------------------------- | ------------------------------- | ------------------------------- | ------------------------------- | ------------------------------- | ------------------------------- | ------------------------------- | ------------------------------- | ------------------------------- | ------------------------------- | ------------------------------- | ------------------------------- |
| Trung bình ngày tối đa °C (°F)          | 11.6 (52.9)                     | 11.5 (52.7)                     | 13.8 (56.8)                     | 18.1 (64.6)                     | 21.4 (70.5)                     | 24.0 (75.2)                     | 27.1 (80.8)                     | 28.5 (83.3)                     | 26.2 (79.2)                     | 22.2 (72.0)                     | 18.6 (65.5)                     | 14.2 (57.6)                     | 19.8 (67.6)                     |
| Trung bình ngày °C (°F)                 | 9.5 (49.1)                      | 9.2 (48.6)                      | 11.3 (52.3)                     | 15.4 (59.7)                     | 18.8 (65.8)                     | 21.6 (70.9)                     | 24.8 (76.6)                     | 26.1 (79.0)                     | 24.0 (75.2)                     | 19.9 (67.8)                     | 16.3 (61.3)                     | 12.1 (53.8)                     | 17.4 (63.3)                     |
| Tối thiểu trung bình ngày °C (°F)       | 6.8 (44.2)                      | 6.4 (43.5)                      | 8.4 (47.1)                      | 12.4 (54.3)                     | 15.9 (60.6)                     | 19.2 (66.6)                     | 22.6 (72.7)                     | 23.9 (75.0)                     | 21.7 (71.1)                     | 17.4 (63.3)                     | 13.5 (56.3)                     | 9.2 (48.6)                      | 14.8 (58.6)                     |
| Lượng Giáng thủy trung bình mm (inches) | 138.3 (5.44)                    | 172.9 (6.81)                    | 248.8 (9.80)                    | 239.2 (9.42)                    | 250.4 (9.86)                    | 328.2 (12.92)                   | 196.0 (7.72)                    | 225.9 (8.89)                    | 323.6 (12.74)                   | 352.4 (13.87)                   | 255.6 (10.06)                   | 140.7 (5.54)                    | 2.872 (113.07)                  |
| Độ ẩm tương đối trung bình (%)          | 63                              | 65                              | 68                              | 74                              | 77                              | 84                              | 86                              | 85                              | 82                              | 75                              | 70                              | 65                              | 75                              |
| Số giờ nắng trung bình tháng            | 124.1                           | 113.0                           | 138.2                           | 150.5                           | 176.8                           | 131.6                           | 179.2                           | 211.0                           | 142.8                           | 109.6                           | 103.5                           | 125.6                           | 1.705,9                         |
| Nguồn: NOAA (1961-1990)                 |                                 |                                 |                                 |                                 |                                 |                                 |                                 |                                 |                                 |                                 |                                 |                                 |                                 |

## Hành chính
Theo phân cấp hành chính Nhật Bản thì hòn đảo được quản lý bởi khu Miyake của tỉnh Tokyo. Làng Miyake (三宅村 Miyake-mura) là chính quyền địa phương của hòn đảo, quần đảo Ōnoharajima không có người ở gần phía Tây Nam của Miyake-jima.

## Dân cư
Vào ngày 14 tháng 7 năm 2000, núi Oyama bắt đầu một loạt các vụ phun trào, và vào tháng 9, cư dân hòn đảo này đã phải sơ tán. Sau bốn năm núi lửa phun trào, cư dân được phép trở về đây sinh sống vào ngày 1 tháng 2 năm 2005. Sau vụ phun trào, đã có một dòng khí lưu huỳnh điôxit từ núi Oyama. Các cư dân tại đây được chính phủ trả tiền để sống ở đó. Người dân phải tiếp xúc với mức độ lưu huỳnh điôxit cao bất thường trong không khí và luôn có nguy cơ bị ngộ độc. Chính vì vậy, họ được yêu cầu luôn mang theo mặt nạ chống hơi độc và sử dụng chúng khi có còi báo động vang lên. Tính đến ngày 1 tháng 6 năm 2016, dân số của đảo là 2451 người.

## Hệ thực vật và động vật
Miyakejima là nơi cư ngụ của các loài nấm mốc đặc hữu hiếm hoi của quần đảo Izu (akakokko). Hòn đảo này là nơi có hệ thực vật và động vật phong phú với một số loài chim và động vật quý hiếm, mặc dù môi trường sống tự nhiên của chúng liên tục bị đe doạ do hoạt động của con người và núi lửa. Dưới nước có các rạn san hô và động vật biển (bao gồm quần thể cá heo mũi chai ở đảo Mikura-jima gần đó).

## Giao thông

### Đường biển
Hòn đảo này có thể đến bằng phà đêm, Sarubia Maru hoặc Tachibana Maru, được điều hành bởi hãng Tōkai Kisen. Phà khởi hành từ bến tàu Takeshiba Sanbashi, gần khu kinh doanh và thương mại Hamamatsuchō, Minato, Tokyo lúc 22:30 và đến Miyakejima lúc 5:00.

### Đường hàng không
Có các chuyến bay nối sân bay Miyakejima và sân bay quốc tế Tokyo với thời gian bay xấp xỉ 50 phút. Các chuyến bay cũng được điều hành từ sân bay Chōfu. Có một chiếc trực thăng đi qua đảo khởi hành từ Izu Ōshima. Ngoài ra còn có hai chuyến bay trực thăng được vận hành bởi Tokyo Island Shuttle.
Các chuyến bay bị đình chỉ gần tám năm sau vụ phun trào núi lửa vào ngày 14 tháng 7 năm 2000 cho đến khi được phép bay trở lại vào tháng 4 năm 2008, sau khi khí Lưu huỳnh dioxide trong không khí giảm xuống mức dưới 0,2 ppm.

## Du lịch
Sự khắc nghiệt của hòn đảo lại càng khiến cho mọi người tò mò vì thế hiện tại rất nhiều du khách tìm đến và nơi này trở thành một hòn đảo du lịch dành cho những người ưu thích mạo hiểm, khám phá. Tất cả khách du lịch đến đảo Miyakejima sẽ được cấp một chiếc mặt nạ chống hơi độc, và phải mang chúng trong suốt chuyến tham quan, có thể điều này hơi bất tiện và nếu không quen sẽ cảm thấy khó chịu, nhưng điều đó là bắt buộc vì sự an toàn cho bản thân mọi người khi đến đây, thậm chí ngay cả những con vật trên đảo cũng được trang bị những chiếc mặt nạ để bảo vệ chúng.